# Jordi Serangeli

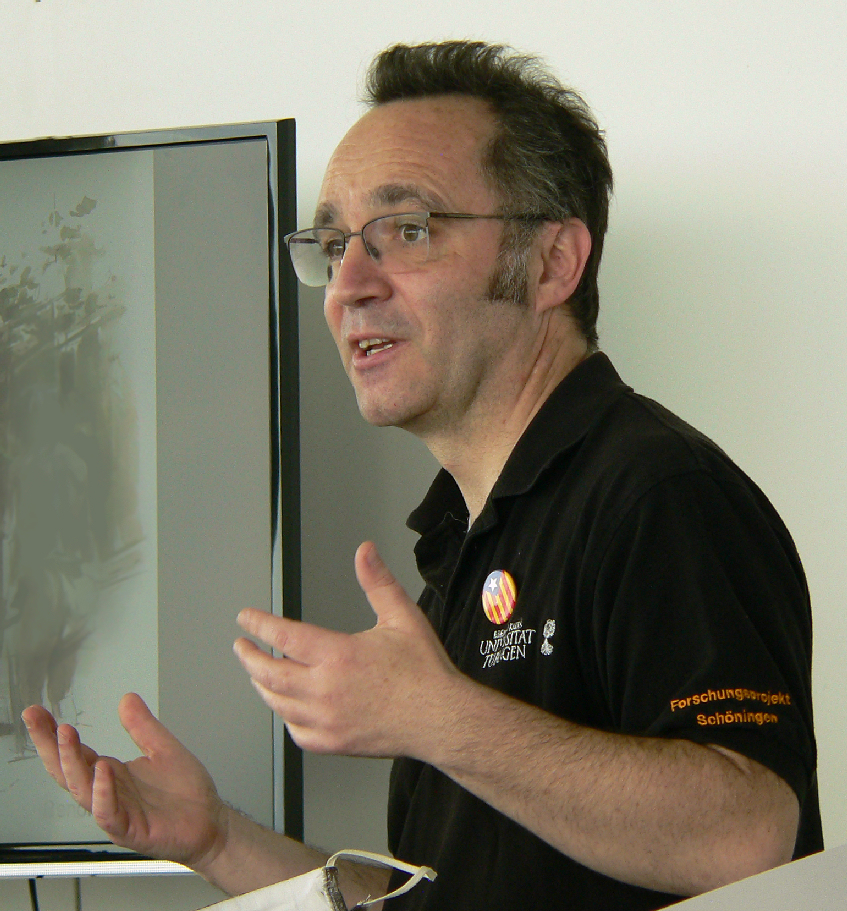
Jordi Serangeli, 2020

Jordi Serangeli (* 1971 in Rom) ist ein prähistorischer Archäologe.

## Werdegang
Serangeli studierte von 1991 bis 1993 Vor- und Frühgeschichte, Klassische Archäologie und Romanistik an der Universität Mainz. An der Universität Tübingen führte er sein Studium in den Fächern Ur- und Frühgeschichte, Mittelalterarchäologie, Klassische Archäologie und Geologie fort. Dort erlangte er 1997 seinen Magister Artium mit einer Arbeit zu den Steinartefakten der Freilandstation Wiesbaden-Igstadt.
Wissenschaftliche Auslandsaufenthalte absolvierte er 1999 und 2000 am Departament Geografia, Historia i Historia de l’Art der Universität Girona in Spanien, 1999 und 2000 am Deutschen Archäologischen Institut in Madrid und am Laboratorio de Arqueozoologia der Universität Complutense Madrid in Spanien sowie 2001 und 2002 in Troja in der Türkei. Von 2001 bis 2003 war Serangeli als Projektmanager beim Projekt Troia Virtual Reality (TroiaVR) tätig, das in Kooperation der Universität Tübingen mit der Designagentur ART+COM erfolgte. Er nahm an zahlreichen Ausgrabungen im In- und Ausland teil, die Zeitstellungen von der Altsteinzeit bis zur Hallstattzeit betrafen. Dazu gehörten unter anderem Grabungen in Sant Quintí de Mediona und in der Höhle Cau de les Guilles bei Roses in Spanien, in Stratzing in Österreich sowie in Deutschland in Nußloch, am Fundplatz Hohler Fels und in Bochingen.
Zwischen 2001 und 2006 hatte Jordi Serangeli in Tübingen Lehraufträge am Institut für Ur- und Frühgeschichte und Archäologie des Mittelalters der Universität Tübingen. 2004 erwarb er dort den Doktorgrad in der Fachrichtung Ältere Urgeschichte und Quartärökologie mit einer Arbeit zur Verbreitung der großen Jagdfauna in Mittel- und Westeuropa im oberen Jungpleistozän. Von 2006 bis 2008 war er wissenschaftlicher Referent der Großen Landesausstellung des Archäologischen Landesmuseums Baden-Württemberg mit dem Titel Eiszeit. Kunst und Kultur.
Zu Serangelis Forschungsschwerpunkten und -interessen zählen Stein- und Knochentechnologie sowie Kunst in der Altsteinzeit, die Beziehung zwischen Mensch und Umwelt, Aussterben und Migration von Arten sowie archäologische Ausstellungen.

### Forschungsprojekt Schöningen
Seit 2008 ist Serangeli als Mitarbeiter der Universität Tübingen an der Senckenberg-Forschungsstation Schöningen tätig, einer Kooperation zwischen dem Land Niedersachsen und dem Senckenberg-Zentrum für menschliche Evolution und Paläoumwelt an der Universität Tübingen. Die Einrichtung führt seit 2008 die Forschungen des Niedersächsischen Landesamtes für Denkmalpflege im Fundstellenkomplex Schöningen fort, in dem unter anderem die Schöninger Speere entdeckt wurden. Der Fundplatz im Tagebau Schöningen gilt aufgrund seiner guten Erhaltungsbedingungen in pleistozänen Fundschichten als eine der Schlüsselfundstellen für die Altsteinzeit in Europa. Laut dem Leiter der Forschungsstation Schöningen Nicholas J. Conard liefere er die zahlreichsten und bedeutendsten Holzwerkzeuge sowie Jagdwaffen aus dieser Zeitstellung. Zu Serangelis Arbeitsbereichen als wissenschaftlicher Grabungsleiter gehören sowohl die Ausgrabungsflächen als auch die Forschungsstation Schöningen im Gebäude des Forschungsmuseums Schöningen. In die Zeit seiner Tätigkeit in Schöningen fielen wichtige Entdeckungen. Dazu zählen unter anderem der Fund eines Europäischen Wasserbüffels im Jahr 2009, der Fund des ältesten Auerochsen in Europa 2010, die Fortsetzung des sogenannten Speerhorizonts als der Fundschicht der Schöninger Speere von 60 auf 125 Meter geschätzter Länge 2011, der Fund von mehreren Säbelzahnkatzen ab dem Jahr 2012, der Fund von Eierschalen des Singschwans 2015, der Fund des Wurfstocks von Schöningen 2016 als ältestes Exemplar weltweit und der Fund des Waldelefanten von Schöningen 2017.

## Veröffentlichungen (Auswahl)
- mit Stephan Holdermann: Einige Überlegungen über die natürliche oder menschenbedingte Entstehung von „Löchern“ an Höhlenbärenknochen paläolithischer Höhlenfundstellen in: Quartär 47/48, 1997, S. 212–213.
- mit Gerd Albrecht, Stephan Holdermann, Tim Kerig, Jutta Lechterbeck: „Flöten“ aus Bärenknochen – Die frühesten Musikinstrumente? in: Archäologisches Korrespondenzblatt 28, 1998, S. 1–19.
- Die Steinartefakte der Freilandstation Wiesbaden-Igstadt und ihre Verteilung, 1999, Magisterarbeit. (Online)
- Der Küstenlandstrich im Jungpaläolithischen Europa. Bemerkungen über eine Region, die heute im Reich Neptuns liegt. in Quartär 51, 2001, S. 279–280.
- Agujeros en Huesos de mamiferos. Perforacion, percusión directa, técnica con pieza intermediaria, huellas de dientes? in: Boletín de Arqueologia Experimental. 4, 2000/2001, S. 3–7.
- La zone côtière et son rôle dans les comportements alimentaires des chasseurs-cueilleurs du Paléolithique supérieur in: M. Patou-Mathis, H. Bocherens (Herausgeber): Le rôle de l’environnement dans les comportements des chasseurs-cueilleurs préhistoriques. Actes du XIVe Congres UISPP, Liège, 2001, S. 67–82.
- Verbreitung der Großen Jagdfauna in Mittel- und Westeuropa im oberen Jungpleistozän. Ein kritischer Beitrag (= Tübinger Arbeiten zur Urgeschichte 3). Verlag Marie Leidorf, Rahden/Westf. 2006 (Dissertation). (Online)
- Distribuzione della fauna e la sua importanza nell’interpretazione dell’arte rupestre del paleolitico superiore. Atti of the XXII International Valcamonica Symposium 2007, in: Rock art in the frame of the Cultural Heritage of Humankind. Edizioni del Centro, 2007, S. 451–460.
- mit Thomas Terberger: Besuch aus dem Süden – Eiszeitjägerlager bei Dreieich-Götzenhain. In: Archäologie in Deutschland 2008, S. 42–43.
- mit Michael Bolus: Out of Europe – The dispersal of a successful European hominin form. in: Quartär 55, 2007, S. 83–98.
- mit Utz Böhner, Jens Lehmann: Rettungsgrabungen im Tagebau Schöningen. Die Untersuchung des DB-Pfeilers in den Jahren 2007 bis 2009. in: Berichte zur Denkmalpflege in Niedersachsen, 3/2010, S. 85–88.
- mit Thijs van Kolfschoten: Wechselbeziehung Mensch und Tier im Paläolithikum. Die Bedeutung von Schöningen. in: Archäologie in Niedersachsen 13, 2010, S. 27–31.
- mit Utz Böhner: Die Artefakte von Schöningen und ihre zeitliche Einordnung in: Karl-Ernst Behre (Hrsg.): Die chronologische Einordnung der paläolithischen Fundstellen von Schöningen (= Forschungen zur Urgeschichte aus dem Tagebau Schöningen Band 1), Mainz, 2012 (Online)
- Vor 300.000 Jahren. Jagen am See – die ersten Menschen in Niedersachsen und die ältesten Fernwaffen der Welt in: Fenster in die Archäologie: 300.000 Jahre Geschichte im Braunschweiger Land rund um den Elm, 2013, S. 31–54.
- mit Nicholas J. Conard: Die Ausgrabungen in Schöningen 2008–2016. Eine wissenschaftliche Bilanz in Nachrichten aus Niedersachsens Urgeschichte 85, 2016, S. 11–29.
- mit Nicholas J. Conard: Forschungen in Schöningen. Steinzeit trifft Moderne in: Berichte zur Denkmalpflege in Niedersachsen 1/2020, S. 8–11.
- als Herausgeber mit Nicholas J. Conard, Henning Haßmann, Felix Hillgruber, Thomas Terberger: The Homotherium Finds from Schöningen 13 II-4 : Man and Big Cats of the Ice Age. RGZM, Mainz 2022 (online).